# Катастрофа SA-226 в Монреале
Катастрофа SA-226 в Монреале — авиационная катастрофа, произошедшая ранним утром в пятницу 18 июня 1998 года. Авиалайнер Swearingen SA226-TC Metro II чартерной авиакомпании Propair выполнял регулярный внутренний рейс PRO420 по маршруту Монреаль—Питерборо, но через 12 минут после взлёта на его борту вспыхнул пожар. Экипаж направил самолёт для аварийной посадки в аэропорт Монреаля, но пожар вызвал разрушение конструкции левого крыла во время захода на посадку, и в итоге лайнер после приземления опрокинулся и разрушился. Погибли все находившиеся на его борту 11 человек — 9 пассажиров и оба пилота.

## Сведения о рейсе 420

### Самолёт
Swearingen SA226-TC Metro II (регистрационный номер C-GQAL, серийный TC-233) был выпущен в мае 1977 года. Сертификат лётной годности получил 24 июля 1992 года. Эксплуатировался авиакомпаниями Alexandair (с мая 1992 года по апрель 1993 года) и Somiper Aviationn (с апреля 1993 года по июнь 1996 года). В июне 1996 года был куплен авиакомпанией Propair; во всех трёх авиакомпаниях летал под постоянным б/н C-GQAL. Оснащён двумя турбовинтовыми двигателями Garrett TPE331-3UW. На день катастрофы налетал 28 931 час.

### Экипаж
Экипаж рейса PRO420 состоял из двух пилотов:
- Командир воздушного судна (КВС) — 35-летний Жан Прованше (фр. Jean Provencher). Опытный пилот, в авиакомпании Propair проработал 2 года и 1 месяц (с мая 1996 года). Управлял самолётом Gulfstream G159 (в качестве КВС). В должности командира SA-226 — с мая 1996 года (до этого с ноября 1986 года управлял им в качестве второго пилота). Налетал 6515 часов, свыше 4200 из них на SA-226.
- Второй пилот — 35-летний Уолтер Стрикер (англ. Walter Stricker). Малоопытный пилот, начал лётную карьеру в июне 1995 года. В марте 1998 года устроился в авиакомпанию Propair (проработал в ней 3 месяца) на должность второго пилота SA-226. 9 мая получил первое офицерское одобрение, а 13 мая начал этап обучения и линейной проверки. Налетал свыше 2730 часов, 93 из них на SA-226.

Впоследствии, выступая на пресс-конференции, президент авиакомпании Propair Жан Проново (фр. Jean Pronovost) заявил, что оба пилота были «очень профессиональны».

### Пассажиры
Самолёт был зафрахтован компанией «General Electric» для перевозки своих рабочих на предприятия в Лашин и Питерборо. Всего на борту самолёта были 9 пассажиров (первоначально сообщалось о 10); все они были инженерами, работавшими в команде над проектированием гидроэлектростанций, и они также были постоянными клиентами авиакомпании Propair.

## Хронология событий
Рейс PRO420 вылетел из аэропорта Монреаль-Дорваль (ныне — Международный аэропорт имени Пьера Эллиота Трюдо) в 07:01 EDT, на его борту находились 2 пилота и 9 пассажиров. Рейс был зафрахтован «General Electric» для перевозки персонала на предприятие в Питерборо. В момент вылета в аэропорту Монреаль-Дорваль было туманно, с правой стороны дул слабый ветер. Пилотам было дано разрешение занимать эшелон FL160 (4900 метров).
В 07:13 пилоты рейса 420 неожиданно сообщили о снижении гидравлического давления и попросили вернуться в аэропорт вылета. Диспетчер аэропорта Монреаль-Дорваль дал рейсу 420 разрешение на посадку и приказал им снижаться до 2400 метров и сделать разворот на 180°. В этот момент не было никаких признаков того, что самолёту угрожала серьёзная опасность.
Примерно через 30 секунд после этого у пилотов начались проблемы с управлением — самолётом стало труднее управлять, а предупреждающий индикатор показывал, что возникла проблема с двигателем. Через 40 секунд загорелся сигнал предупреждения о перегреве левого крыла. Прежде чем экипаж выполнил контрольный список действий в этой ситуации, сигнал погас. Через 5 минут двигатель № 1 (левый) загорелся, позже пилоты заглушили его.
Экипаж едва мог управлять самолётом; ненормальный ввод правого элерона был необходим, чтобы удерживать самолёт на курсе. Затем диспетчер аэропорта Монреаль-Дорваль предложил экипажу лететь в аэропорт Монреаль-Мирабель, пилоты подтвердили указание. Огонь на левом крыле усилился, и пилоты увидели, что огонь исходит из гондолы двигателя № 1. Затем экипаж провёл аварийную проверку и настроил самолёт на аварийную посадку.
В 07:23 экипаж сообщил, что пожар на левом крыле потух, но менее чем через 4 минуты передали, что возгорание возобновилось. Самолётом стало ещё труднее управлять, и он начал крениться влево. Пилоты установили триммер элеронов на максимум и выпустили шасси.
Когда лайнер находился у порога ВПП № 24, сильно повреждённое огнём левое крыло вышло из строя. В 07:28 EDT рейс PRO420 жёстко сел на ВПП и от удара и разворота на 90° влево левое крыло разрушилось и вылившееся из него авиатопливо загорелось. Самолёт всем левым бортом ударился о землю, затем опрокинулся шасси кверху и, разрушаясь, проскользил по земле 82 метра, остановившись слева от ВПП № 24. Оба пилота и все 9 пассажиров на борту самолёта погибли; изначально 2 пассажира выжили в катастрофе, но в итоге скончались от полученных ранений.

## Расследование
Расследование причин катастрофы PRO420 проводил Совет по безопасности транспорта Канады (TSB).
За несколько минут до катастрофы пилоты рейса 420 сообщил, что на борту самолёта возник пожар. Осмотр обломков лайнера подтвердил, что пожар действительно произошёл через 12 минут после взлёта. Констебль Жиль Дезиэль (англ. Gilles Deziel), посетивший место катастрофы, заявил, что «три четверти самолёта были сожжены и полностью чёрные». Затем следователи исследовали источник пожара и провели несколько тестов.

### Тесты на тормозных узлах
Следователи TSB выяснили, что когда к тормозам добавляется давление, сила сопротивления и температура узла увеличиваются. Осмотр тормозных узлов рейса 420 показал, что в тот момент температура тормозных узлов подвергалась воздействию температуры более 600 °C, это может указывать на то, что в момент катастрофы существовала значительная сила сопротивления.
Затем следователи TSB провели тест, чтобы узнать, воспламеняются ли гидравлические жидкости рейса 420 при контакте с горячей поверхностью тормозного узла; для этого эксперты использовали два вида гидравлических жидкостей — загрязнённую и незагрязнённую. В результате после контакта с горячей поверхностью обоих видов жидкости вспыхнул интенсивный пожар, но тест также показал, что загрязнённая гидравлическая жидкость имеет более низкую температуру воспламенения, чем незагрязнённая.

### Причины катастрофы
Изучая историю разбившегося рейса 420, следователи установили, что во время разбега по ВПП аэропорта Монреаль-Дорваль самолёт всё время поворачивал влево, и пилотам приходилось использовать правый руль направления, чтобы скорректировать траекторию движения лайнера; в итоге самолёту потребовалось больше времени, чем обычно, чтобы набрать взлётную скорость. Эти показания соответствовали присутствию силы сопротивления на левых тормозах. Осмотр левых тормозов подтвердил, что их действительно протащили.
Экипаж не заметил, что левые тормоза при разбеге пробуксовывали и перегревались. Перегретые тормоза были убраны экипажем и вошли в колёсные арки, которые впоследствии закрылись, чтобы закрепить колёса. Колесные арки не имели достаточного охлаждения и температура тормозных узлов продолжала расти, достигая 600 °C.
Затем перегретые тормоза и колёса шасси распространили тепло на покрышки и окружающие конструкции. Проведённые следователями испытания показали, что при соприкосновении фрагментов покрышек шасси с перегретыми тормозными узлами они воспламенились. Покрышки шасси подверглись воздействию температуры 600 °C и и это привело к возгоранию. Ситуация ухудшилась, когда из нитрилового поршня вытекла горючая жидкость, который разрушился при температуре поверхности 135 °C. Горючая жидкость попала в огонь и вызвала сильный пожар.
Система предупреждения о перегреве тормозных узлов должна была предупредить пилотов о наличии проблемы. Но на SA-226 такая система не была установлена и потому пилоты даже не осознавали, что в левом крыле возник пожар. Затем огонь разорвал гидравлическую линию самолёта, расположенную возле ниши колеса шасси, что привело к усилению пожара.
В кабине экипажа загорелась оранжевая сигнальная лампа, предупреждающая о перегреве левого крыла (где в тот момент распространялся огонь). Но прежде чем пилоты начали зачитывать контрольный список для устранения этой ситуации, сигнальная лампа внезапно погасла и они ошибочно посчитали, что ситуация нормализовалась. Однако на самом деле отказ сигнала произошёл из-за пожара, разрушившего электрическую цепь системы предупреждения.
Экипаж так и не осознал серьёзность пожара, который вышел из-под контроля и начал разрушать структурную целостность левого крыла. Из-за этого у пилотов возникли серьёзные трудности с управлением лайнером. Пилотом пришлось применить максимальную дифферентовку элеронов из-за уменьшения жёсткости крыла. Затем от удара о ВПП левое крыло разрушилось, самолёт перевернулся и загорелся.
Окончательный отчёт расследования TSB был опубликован 2 апреля 2002 года.

## Культурные аспекты
Катастрофа рейса 420 Propair показана в 21 сезоне канадского документального телесериала Расследования авиакатастроф в серии За миг до посадки.